# Schleifbock

Rotierende Schleifscheiben auf einem Schleifbock

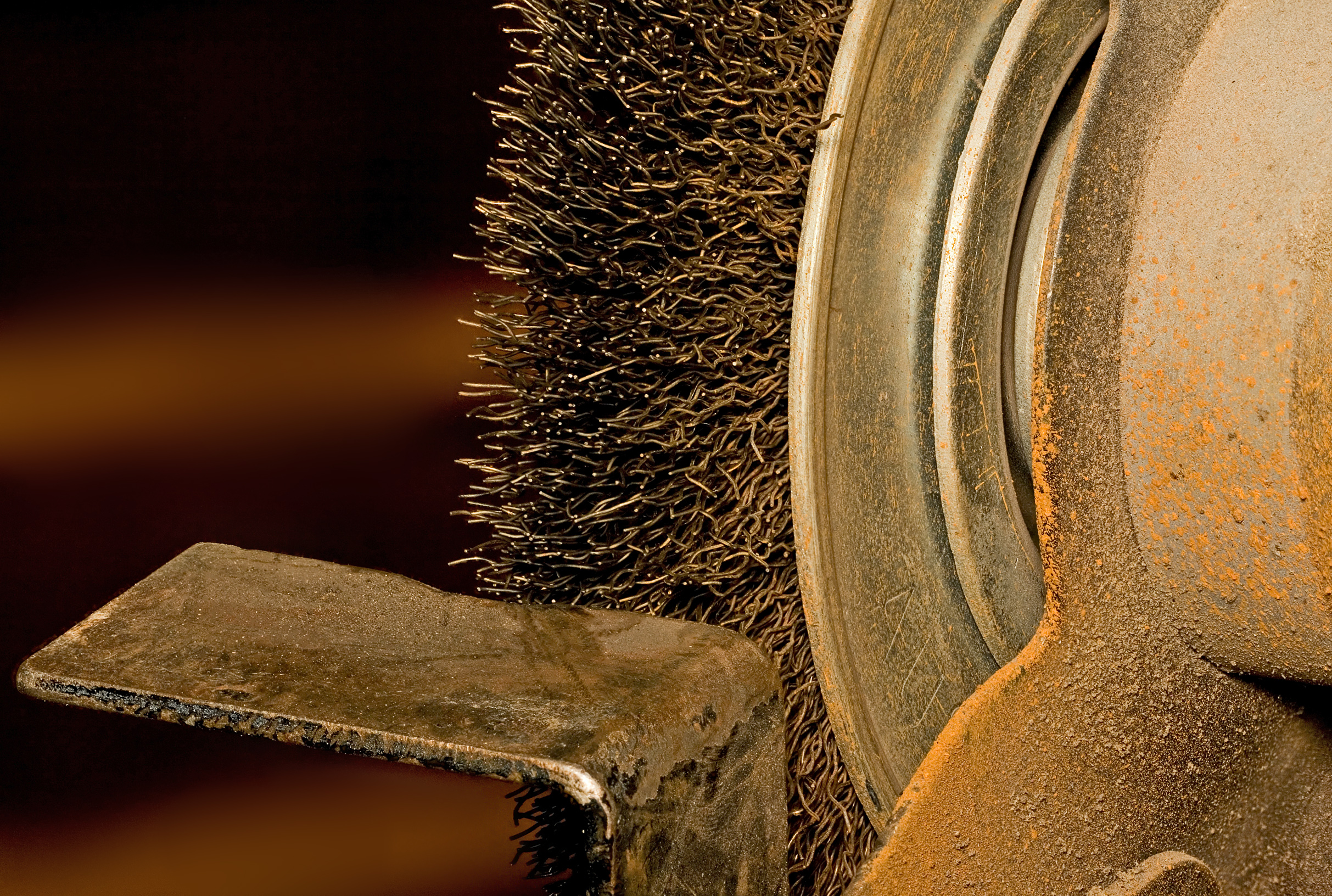
Drahtbürste auf Schleifbock (im Vordergrund die Werkstück-Auflage)

Ein Schleifbock (mitunter auch: Doppelschleifer) ist eine einfache Schleifmaschine mit angetriebenen Schleifscheiben. Schleifböcke dienen zum manuellen schleifen von Schneidwerkzeugen aller Art sowie zu einfachen, allgemeinen Schleifarbeiten.
Je nach Bindemittel und Körnung der Schleifscheiben eignen sich Schleifböcke zum Schärfen von Drehwerkzeugen, Bohrern und Meißeln. Zugleich lassen sich metallische Werkstücke grob formen, um sie zum Schweißen oder für sonstige Bearbeitung vorzubereiten.
Statt der Schleifscheiben lassen sich Drahtbürsten und Polierscheiben montieren, um metallische Werkstücke zu reinigen, zu entrosten oder zu polieren. Harte Polierscheiben eignen sich auch zum Entgraten. Viele Poliermaschinen sind ähnlich aufgebaut wie Schleifböcke, jedoch mit verlängerten Gehäusen und Spanndornen.
Neben handgeführten Schleifgeräten wie Trennschleifern zählen auch Schleifböcke zur Grundausstattung von Metall verarbeitenden Betrieben und Werkstätten.